# 지저스 앤드 메리 체인
지저스 앤드 메리 체인(영어: The Jesus and Mary Chain)은 1983년 이스트킬브라이드에서 결성된 스코틀랜드의 얼터너티브 록 밴드이다. 곡을 만드는 형제 짐 리드와 윌리엄 리드가 창립자의 일부이자 결성 이후 밴드에서 계속 활동한 유이한 멤버이다. 슈게이징과 노이즈 팝의 발전에 핵심적인 인물로 인정받고 있다. 밴드 활동 기간 동안 영국 싱글 차트에서 12곡의 상위 40위 노래와 2곡의 10위 이내 히트곡을 보유하고 있다.
리드 형제는 베이스에 더글라스 하트, 드럼에 머레이 댈글리시를 초기 라인업으로 영입했다. 인디 레이블인 크리에이션 레코드와 계약 후 1984년 첫 싱글 〈Upside Down〉을 발매했다. 이후 바비 길레스피가 댈글리시의 드러머 자리를 대체했고, 1985년 데뷔 음반 《Psychocandy》가 워너 뮤직 그룹을 통해 발매되며 평론가들의 극찬을 받았다. 음반 발매 후 길레스피는 자신의 밴드인 프라이멀 스크림에서 활동하기 위해 밴드를 떠났다. 밴드의 가장 큰 상업적인 성공은 1987년 영국 음반 차트에서 5위에 오른 두 번째 정규 음반 《Darklands》였으며, 수록곡 〈April Skies〉는 영국 싱글 차트에서 8위에 올랐다. 이후 1989년, 세 번째 정규 음반 《Automatic》을 발매하였으며, 미국에서 수록곡 〈Blues from a Gun〉과 〈Head On〉이 미국 빌보드 얼터너티브 에어플레이 차트에 상위권을 기록했다. 하트는 그로부터 2년 후 밴드를 떠났다.
지저스 앤드 메리 체인은 1992년 《Honey's Head》와 1994년 《Stoned & Dethroned》를 발매해 미국에서의 인기를 이어갔다. 《Stoned & Dethroned》의 싱글 〈Something Always〉는 빌보드 핫 100에서 94위를 기록하며 밴드의 유일한 핫 100 진입곡이 됐다. 이후 워너 뮤직 그룹과 결별하고 서브 팝과 계약을 맺었으며, 1998년 《Munki》 발매를 위해 영국에서 크리에이션과 재계약했다. 하지만 밴드는 전해 무대에서의 언쟁을 이유로 이듬해 해체했다. 윌리엄 리드는 술에 취한 짐 리드와 싸운 후 초기에 투어를 떠났다. 이후 2007년 재결합을 한 밴드는 2017년 19년 만의 정규 음반 《Damage and Joy》를 발매했다. 2024년에는 《Glasgow Eyes》를 발매해 《Darklands》 이후 영국 음반 차트 10위권 내 진입한 첫 번째 음반이 됐다.

## 멤버
현재 멤버
- 짐 리드 – 보컬, 기타, 베이스 (1983~1999년, 2007년~현재)
- 윌리엄 리드 – 기타, 베이스, 보컬 (1983~1999년, 2007년~현재)
- 마크 크로저 – 리듬 기타 (2007~2008년, 2012년), 베이스 (2013년~현재), 백 보컬 (2007~2008년, 2012년~현재)
- 스콘 본 라이퍼 – 기타, 백 보컬 (2015년~현재)
- 저스틴 웰치 – 드럼 (2021년~현재)

전 멤버
- 더글라스 하트 – 베이스 (1984~1991년)
- 머레이 댈글리시 – 드럼 (1984년)
- 바비 길레스피 – 드럼 (1984~1986년, 2017년)
- 존 무어 – 리듬 기타 (1986~1987년, 2012년), 드럼 (1985~1986년)
- 마틴 휴스 – 드럼 (1986년)
- 제임스 핑커 – 드럼 (1986년)
- 데이브 에반스 – 리듬 기타 (1987~1989년)
- 리처드 토머스 – 드럼 (1988~1990년)
- 벤 루리 – 리듬 기타, 베이스, 오르간 (1989~1998년)
- 스티브 몬티 – 드럼 (1990~1995년)
- 매튜 파킨 – 베이스 (1992년)
- 배리 블래커 – 드럼 (1992년)
- 닉 샌더슨 – 드럼 (1993~1998년; 2008년 사망)
- 링컨 퐁 – 베이스 (1994~1995년)
- 조프 돈킨 – 드럼 (1998년)
- 필 킹 – 베이스, 리듬 기타 (1998년, 2007~2015년)
- 로즈 콜버트 – 드럼 (2007~2008년)
- 브라이언 영 – 드럼 (2012~2021년)

## 디스코그래피
- Psychocandy (1985)
- Darklands (1987)
- Automatic (1989)
- Honey's Dead (1992)
- Stoned & Dethroned (1994)
- Munki (1998)
- Damage and Joy (2017)
- Glasgow Eyes (2024)